# Mathurin Savary
Mathurin Savary, mort le 16 août 1698, est un évêque de Séez  du XVIIe siècle.

## Biographie
Mathurin Savary nait dans la paroisse Saint-Eustache de Paris il est le 2e des 4 fils de Guillaume Savary « bourgeois » et de son épouse Marie Beaudau. Il étudie à Paris la philosophie et le droit mais c'est à Reims qu'il obtient sa licence in utroque jure. 
Mathurin Savary devient aumônier de la reine Marie-Thérèse d'Autriche et pourvu en commende de l'abbaye de Lisle-en-Barrois dans le diocèse de Toul et l'abbaye de Chéhéry dans le diocèse de Reims. Il est nommé à l'évêché de Séez dès 1682, mais, non confirmé, il administre le diocèse qu'avec qualité de vicaire capitulaire. L'expédition de ses bulles ayant été jusque-là retardée par suite des contestations qui s'élèvent à cette époque entre la cour de Rome et celle de France  dans l'affaire de la régale. Il est finalement confirmé le 24 mars 1692 et consacré en août par Charles-Maurice Le Tellier archevêque de Reims. Il meurt six ans plus tard.